# Phasia aurulans
Phasia aurulans là một loài ruồi trong họ Tachinidae.